# Довгоносикові
Довгоносикові, Свинки або Слоники (Curculionidae Latreille, 1802) — найбільша родина ряду твердокрилі, яка налічує понад 60 тисяч видів. У життєвому циклі довгоносики проходять повне перетворення (метаморфоз), яке включає стадії яйця, личинки, лялечки та імаго. Особливістю родини є зростання ротових органів, лобу, наличника, щік та горла у довгу головотрубку, на кінці якої розміщений ротовий отвір з усіма його придатками.
Вагомий внесок у вивчення довгоносиків зробили ентомологи: М. Є. Тер-Мінасян, Ф. К. Лук'янович, Грегоріо Бондар, Карл Пенеке, Й. Х. Гохгут, Лотар Дікманн, Адольф Гоффман, Мігель Алонсо-Сарасага та інші.
Чотири види довгоносиків занесено до Червоної книги України.

## Морфологія

### Імаго

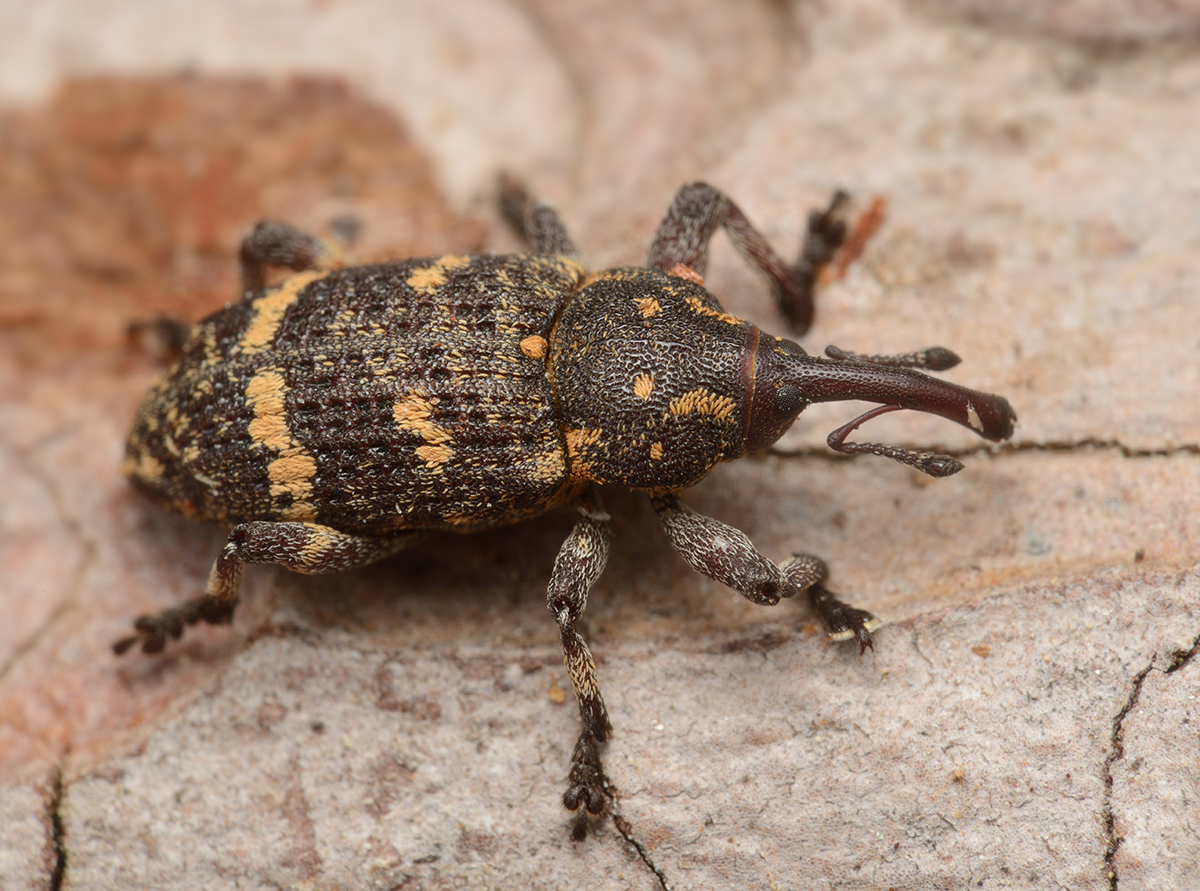
Пісодес сосновий (Pissodes pini) належить до короткохоботкових довгоносиків

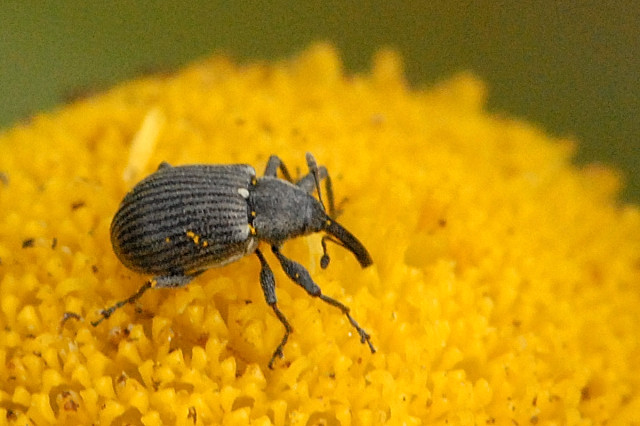
Антономус малиновий (Anthonomus rubi) належить до довгохоботкових довгоносиків

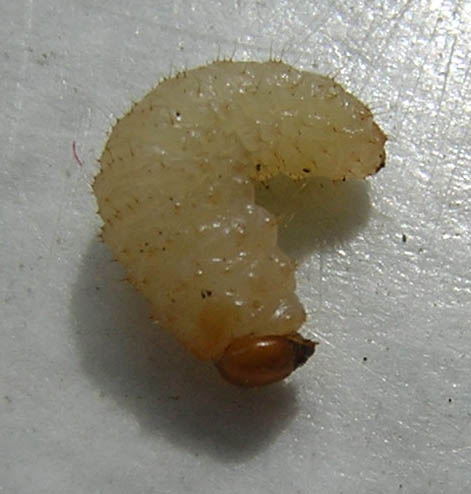
Личинка жука-довгоносика

Розміри довгоносиків варіюють у межах від 1 мм до 4 см, що зумовлено заселенням ними найрізноманітніших екологічних ніш — від насінин до стебел рослин. Тіло зазвичай округле, рідше витягнуте. Голова витягнута у так звану головотрубку (помилкова назва — хоботок), на кінці якої розташований ротовий апарат гризучого типу.
Довгоносиків умовно поділяють на короткохоботкових (Adelognatha) та довгохоботкових (Phanerognatha). У короткохоботкових головотрубка (хоботок) не довша за основну частину голови, а у довгохоботкових — навпаки. До кінця головотрубки також кріпляться колінчасті вусики (виняток — підродина Apioninae). Їх перший членик значно довший за інші. Його довжина рівна довжині головотрубки, взовж бічних країв якої наявні канали, куди вкладається перший членик вусиків. На кінці вусиків у результаті розширення і вкорочення члеників утворюється так звана булава. 

Лапки п'ятичленикові. Третій членик розширений, дволопатевий; 4-й членик вкорочений і прихований лопатями 3-го. П'ятий вузький, циліндричний, несе пару кігтиків.

У короткохоботкових довгоносиків надкрила часто зростаються, а крила редукуються, і вони втрачають здатність до польоту. Часом надкрила та інші частини тіла дуже сильно склеротизовані, що надає екзоскелету довгоносиків особливої міцності. Іноді на надкрилах та інших частинах скелету утворюються різноманітні вирости та шипи. Тіло дуже рідко буває голе, частіше вкрите волосками і лусочками, які надають йому забарвлення (наприклад, довгоносик Phyllobius virideaeris).

### Лялечка

Частина життевого циклу тамариксового довгоносика

### Личинка
Личинки С-подібної форми, м'ясисті, безногі зі складчастими покривами тіла, з добре розвиненою головною капсулою. Забарвлення тіла біле або кремове, головної капсули — жовте або коричневе.

## Біологія та життєві цикли
Більшість довгоносиків є фітофагами — живляться різними частинами живих рослин. Деякі, наприклад, Cossonus розвиваються у гнилій деревині. Короткохоботкові довгоносики відкладають яйця в ґрунт, де розвивається личинка, а довгохоботкові — у тканини живих рослин та їх плоди. Дуже рідко личинки розвиваються відкрито — на поверхні листків, наприклад люцерновий слоник (Hypera postica). У такому випадку личинка зеленого кольору і схожа на гусінь з прикріплювальними дисками на черевній стороні.

## Систематика
Систематика довгоносиків є одним із найбільш дискусійних питань між спеціалістами, які вивчають цих жуків, що зумовлено величезною кількістю видів. Найсуперечливішими є кількість родів, яких налічують понад 400, а також триб, підтриб і підродин. За найрозповсюдженішою системою родина включає двадцять підродин:
1. Bagoinae
2. Baridinae
3. Ceutorhynchinae
4. Conoderinae
5. Cossoninae
6. Cryptorhynchinae
7. Curculioninae
8. Cyclominae
9. Dryophthorinae
10. Entiminae
11. Erirhininae
12. Hyperinae
13. Lixinae
14. Mesoptiliinae
15. Molytinae
16. Orobitidinae
17. Platypodinae
18. Raymondionyminae
19. Rhynchophorinae
20. Scolytinae

## Екологія

### Шкодочинність

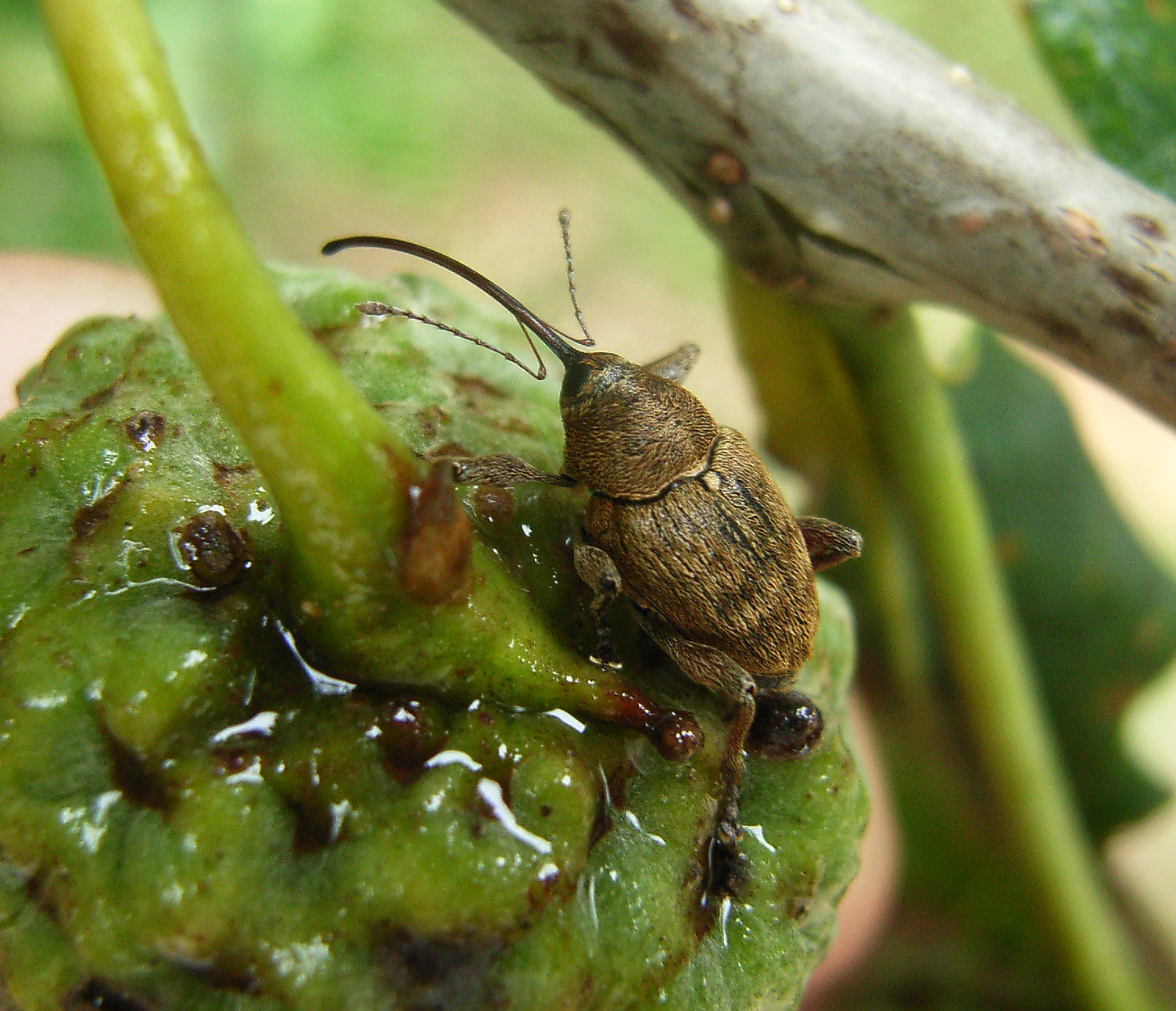
Слоник миґдаликовидний (Curculio glandium) на жолуді дуба черещатого

Багато довгоносиків вважаються шкідниками сільсько-господарських культур та запасів зерна і круп. До найбільш поширених шкідників належать Довгоносик буряковий звичайний (Bothynoderes punctiventris), Люцерновий слоник (Phytonomus variabilis), Довгоносик бавовниковий (Anthonomus grandis), Яблуневий квіткоїд (Anthonomus pomorum), Довгоносик грушевий листковий, Довгоносик землистий, Довгоносик комірний, Довгоносик ліщиновий, Довгоносик стебловий, Довгоносик сірий бруньковий, Довгоносик вишневий, Буряковий довгоносик-стеблоїд.